# Varanasi
Varanasi ou Varanássi (em sânscrito:  वाराणसी, Vārāṇasī, AFI:[ʋaːˈɾaːɳəsiː]ⓘ), comumente conhecida como Benares (em hindi:  बनारस e em urdu:  بنارس, transl. Banāras, AFI:[bəˈnɑːɾəs]ⓘ) e, localmente, como Kashi (em hindi:  काशी, em urdu:  کاشی, Kāśī, AFI:[ˈkaːʃiː]ⓘ), é uma cidade do estado de Utar Pradexe, na Índia. Localizada às margens do rio Ganges, tem mais de 3 000 000 de habitantes e é uma das cidades continuamente habitadas mais antigas do mundo. É a cidade mais sagrada do hinduísmo.

## História
A data exata da fundação de Varanasi é desconhecida, já que as únicas fontes de informações partem das tradições hindus. Segundo os brâmanes, Varanasi foi fundada por Xiva há mais de 5 000 anos, o que a faz uma das sete cidades sagradas do hinduísmo. Contudo, estudiosos consideram a hipótese de que a cidade tenha surgido há cerca de 3 000 anos.[carece de fontes?]
Varanasi foi um grande centro comercial e industrial, tendo se destacado na produção e distribuição de marfim, seda e perfumes. Na época de Sidarta Gautama era a capital do reino de Kasi, o mais poderoso entre os dezesseis Mahajanapadas.[carece de fontes?] Foi na localidade próxima de Saranate que o Buda fez seu primeiro sermão, por volta de 528 AC, marcando a fundação do budismo. Posteriormente foi conquistada pelo Reino de Côssala, mas se manteve um importante centro cultural por milênios. Por volta do ano 635 DC foi visitada pelo monge chinês Xuanzang, que registrou que a cidade era um centro religioso, artístico e educacional, e que se estendia por 5 km ao longo da margem ocidental do rio Ganges.
Em 1737, formou-se o Reino de Benares quando o Império Mogol reconheceu oficialmente sua independência. Entre 1775 e 1947 esteve sob controle colonial como um estado tributário, primeiro da Companhia Britânica das Índias Orientais, e após 1858 do Raj britânico, mas sempre mantendo a autonomia dos rajás e marajás, chamados de Kashi Maresh. Benares obteve o status de estado principesco em 1911, que manteve até a independência da Índia em 1947, quando o reino foi dissolvido e se uniu ao Domínio da Índia, passando a compor o estado de Utar Pradexe. Mesmo sem o controle político da cidade, o Kashi Maresh ainda é reverenciado em Varanasi e atua como uma liderança religiosa, sendo considerado a reencarnação de Xiva. O título continua sendo passado hereditariamente pela dinastia Narayan.